# 대한민국 제21대 국회의원 선거 정의당 후보 목록
- 다음은 대한민국 제21대 국회의원 선거 정의당 후보 목록이다.

## 지역구

### 서울특별시
| 선거구     | 후보자 | 경력                                                                       |
| ---------- | ------ | -------------------------------------------------------------------------- |
| 중·성동 갑 | 정혜연 | 성동구약사회 약사 (전)정의당 부대표                                        |
| 용산       | 정연욱 | 정의당 용산 평화타운조성특별위원장 2016년 국회의원 선거 정의당 용산구 후보 |
| 광진 갑    | 오봉석 | 정의당 광진구위원장 직접민주주의포럼 대표                                  |
| 중랑 갑    | 김지수 | 정의당 중랑구위원회 위원장 (전)택배기사 (쿠팡맨)                           |
| 도봉 갑    | 윤오   | 정의당 정책위원회 부의장 정의당 도봉구위원장                               |
| 은평 을    | 김종민 | 정의당 부대표 2018년 지방선거 정의당 서울시장 후보                         |
| 마포 을    | 오현주 | 정의당 대변인 정의당 마포구위원장                                          |
| 구로 갑    | 이호성 | 정의당 구로구위원장 심상정 정의당 대표 정책특보                            |
| 영등포 갑  | 정재민 | 정의당 영등포구위원회 위원장 2018년 지방선거 영등포구청장 후보             |
| 동작 을    | 이호영 | 정의당 동작구위원장 정의당 서울시당 예산결산위원장                         |
| 관악 갑    | 이동영 | 정의당 서울시당위원장 서울특별시 관악구의원 (5대,6대)                      |
| 송파 을    | 안숙현 | 정의당 송파구위원장 동서울시민의힘 대표                                    |
| 강동 을    | 권중도 | 정의당 정책위원회 부의장 프리랜서 출판 디자이너, 웹 퍼블리셔               |

## 비례대표
| 순번 | 후보자   | 경력                                                                   |
| ---- | -------- | ---------------------------------------------------------------------- |
| 1    | 류호정   | 정의당 IT산업노동특별위원장 정의당 경기도당 여성위원장                 |
| 2    | 장혜영   | 정의당 미래정치특별위원장                                              |
| 3    | 강은미   | 전 정의당 부대표                                                       |
| 4    | 배진교   | 정의당 평화본부 공동본부장 전 인천광역시 남동구청장                    |
| 5    | 이은주   | 정의당 시민을위한공공기관특별위원장 전 서울지하철노조 정책실장         |
| 6    | 박창진   | 정의당 국민의노동조합특별위원장 전 공공운수노조 대한항공직원연대지부장 |
| 7    | 배복주   | 전 국가인권위원회 비상임위원 전 전국성폭력상담소협의회 대표            |
| 8    | 양경규   | 정의당 사회연대임금특별위원장 전 민주노총 부위원장                     |
| 9    | 이자스민 | 정의당 이주민인권특별위원장 전 국회의원(제19대)                        |
| 10   | 한창민   | 노무현재단 대전세종충남 공동대표 전 정의당 부대표                      |
| 11   | 문정은   | 전 정의당 부대표 전 광주광역시 청년센터장                              |
| 12   | 정민희   | 정의당 강남구위원회 부위원장 전 댄스스포츠국가대표상비군               |
| 13   | 조성실   | 정의당 보육, 노동 특별위원장 전 정치하는 엄마들 공동대표               |
| 14   | 박웅두   | 정의당 농어민위원장 전 전국농민회총연맹 정책위원장                     |
| 15   | 김혜련   | 정의당 당대회 부의장 전 경기도 고양시의원(3선)                         |
| 16   | 김종철   | 전 노회찬원내대표 비서실장 전 민주노동당 서울특별시장 후보             |
| 17   | 정호진   | 정의당 공정언론특별위원장 전 정의당 대변인                             |
| 18   | 박종균   | 정의당 장애인위원장 나사렛대학교 시간강사                              |
| 19   | 박인숙   | 정의당 여성안전특별위원장 전 친환경무상급식풀뿌리국민연대 상임대표     |
| 20   | 강상구   | 전 정의당 교육연수원장 전 정의당 대변인                                |
| 21   | 이현정   | 정의당 기후위기미세먼지특별위원장 전 가톨릭관동대학교 연구교수         |
| 22   | 김영훈   | 정의당 노동본부장 전 민주노총 위원장                                   |
| 23   | 조혜민   | 정의당 여성본부장 전 젠더정치연구소 여.세.연 사무국장                  |
| 24   | 임푸른   | 충남차별금지법제정연대 집행위원장 행성인 트랜스젠더퀴어인권팀 팀장     |
| 25   | 최영란   | 전라북도간호사조무사회 회장 전 민주노동당 전북도당 부위원장            |
| 26   | 배수정   | 정의당 여성위원회 부위원장 정의당 대구시당 여성위원장                  |
| 27   | 심지선   | 전북장애인인권연대 인권강사 정의당 장애인위원회 부위원장               |
| 28   | 이영석   | 정의당 유엔장애인권리협약특별위원장 전 정의당 장애인위원장             |
| 29   | 김가영   | 정의당 중앙당 차장                                                     |

## 같이 보기
- 대한민국 제21대 국회의원 선거